# مورچه‌شناسی

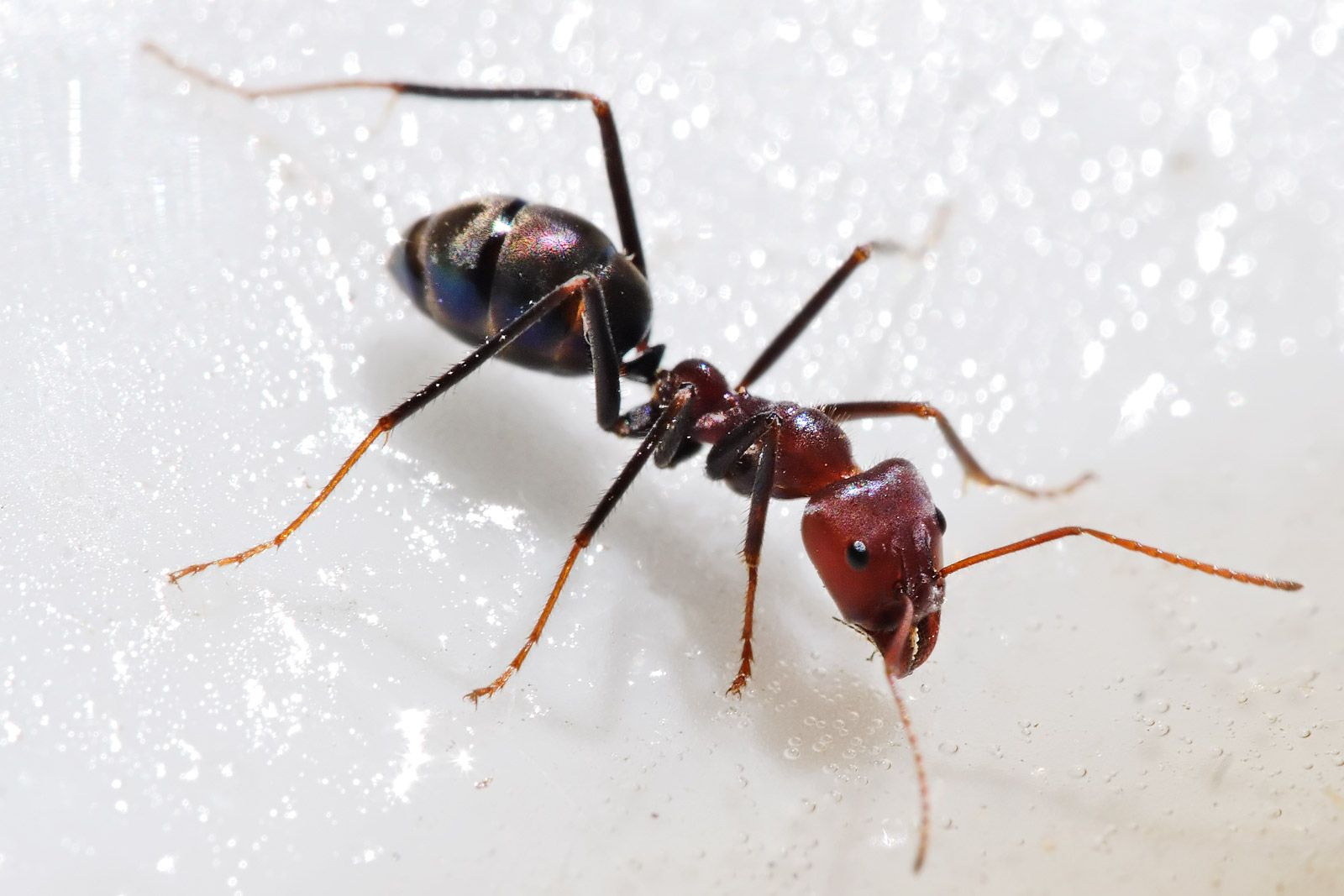
مورچه گوشت‌خوار در حال تغذیه بر روی عسل

مورچه‌شناسی (به انگلیسی: Myrmecology)، شاخه‌ای از علم حشره‌شناسی است و تمرکز آن روی مطالعه علمی مورچگان است. اجتماع مورچگان سامانه پیچیده‌ای است که مطالعه آن برای درک تحول سیستم‌های پیچیده می‌تواند مفید باشد.
اجتماع مورچگان مورد مطالعه و مدل‌سازی در یادگیری ماشین قرار گرفته‌است. کاربرد مورچه‌شناسی در مهندسی طراحی شبکه‌ها، بیومیمتیک و مدیر شبکه است. هنوز به درستی آشکار نشده‌است که مورچگان بدون نیروی مدیریت‌کننده چگونه حرکت‌های خود را به صورت بهینه و در مؤثرترین شیوه‌ها انجام می‌دهند.
واژه مورچه‌شناسی نخستین بار توسط ویلیام مورتون ویلر به کار رفته‌است. پیشرفت دانشِ رفتارشناسی جانوران و تحول آن به منجر به رشته زیست‌جامعه‌شناسی شد که ادوارد ویلسون پیشگام آن بوده‌است.